# Rich People Problems
Rich People Problems è un romanzo satirico-chick lit del 2017 dello scrittore singaporiano Kevin Kwan.
Si tratta del terzo e conclusivo capitolo della trilogia Crazy Rich Asians, preceduto da Asiatici ricchi da pazzi (Crazy Rich Asians) e La fidanzata cinese (China Rich Girlfriend).
Questo romanzo è attualmente inedito in Italia.

## Trama
Nel 2015 (due anni dopo gli eventi raccontati in La fidanzata cinese), Nick e Rachel sono felicemente sposati e vivono a Manhattan. Nick viene informato da sua madre Eleanor che la nonna, Su Yi, ha avuto un infarto, e che deve tornare a casa per riconciliarsi con lei prima che muoia. Nick vuole fare pace con la nonna perché si sente in colpa per averla esclusa dalla sua vita dopo il matrimonio con Rachel, visto che Su Yi era contraria, mentre sua madre spera che si riavvicini alla nonna per essere reinserito nel testamento e poter ereditare Tyersall Park, la tenuta di famiglia.
L’intera famiglia allargata Shang-Young si raduna a Tyersall Park per dare l’ultimo saluto a Su Yi, con la speranza di guadagnarsi il suo favore e ottenere una parte dell’eredità. Nick inizialmente non riesce a vedere la nonna a causa delle manovre del cugino Eddie Cheng, che spera di essere lui l’erede della tenuta. Eddie mente e convince la famiglia e lo staff di casa che Su Yi, sul letto di morte, non voglia vedere Nick. Con l’aiuto del capo della sicurezza, della governante (che ha sentito i piani di Eddie) e di Astrid, Nick riesce a introdursi di nascosto a Tyersall Park e a incontrare la nonna nella sua stanza, dove si trova in terapia intensiva. La nonna è felice di vederlo e i due si riconciliano. Intanto, Astrid si fidanza nuovamente con Charlie. La loro relazione deve affrontare gli ostacoli posti dalla ex moglie rancorosa di Charlie, Isabel, e dall’ex marito di Astrid, Michael, con cui è ancora in corso la separazione.
Su Yi muore e iniziano i preparativi per il suo funerale. Durante la cerimonia, Astrid riceve un video sgranato da Michael che la ritrae mentre ha un rapporto sessuale con Charlie nella sua camera da letto. Il messaggio è accompagnato da una minaccia: se non riceverà cinque miliardi di dollari nell’accordo di separazione, diffonderà il video. Nel testamento di Su Yi vengono lasciati specifici lasciti in denaro alla governante, al cuoco, alle dame di compagnia, all’autista e al capo della sicurezza. Le quote di Tyersall Park vengono divise tra le sue quattro figlie (Alexandra, Felicity, Victoria e Catherine ricevono ciascuna il 12,5%) e il figlio Philip, padre di Nick (che riceve il 30%). Nick e suo cugino Alistair Cheng ricevono entrambi il 10%. Quando il testamento viene letto, Eddie subisce una grande umiliazione, poiché riceve solo un paio di gemelli in zaffiro appartenuti al nonno. Astrid eredita gli abiti e i gioielli della nonna. Jacqueline, figlioccia di Su Yi, riceve invece le quote della Ling Holdings, diventando molto ricca. Questa decisione irrita il resto della famiglia, che sperava di ereditarle e si ritrova invece solo con la tenuta.
Tornato a Tyersall Park, Eddie affronta furiosamente Fiona, accusandola di averlo umiliato non avendogli detto cosa contenesse il testamento, e di aver fatto sfumare la possibilità di una vita di lusso per tutta la famiglia. Fiona gli risponde che, pur avendo firmato il documento come testimone, non l’ha letto per rispetto della privacy di Su Yi. Eddie si accascia sul pavimento, in lacrime.
La famiglia decide inizialmente di vendere Tyersall Park a Jack Bing, che intende regalarla alla nuova moglie Kitty Pong, ex attricetta hongkonghese ed ex fidanzata di Alistair, per dieci miliardi di dollari, poiché non ci sono fondi per mantenerla. Nick, però, non riesce ad accettare l’idea di perdere la casa di famiglia e tenta di acquistare le quote dalle sue quattro zie. Suo padre gli cede direttamente la sua parte, ma Nick non riesce comunque a raccogliere abbastanza denaro per completare l’acquisto.
Nel frattempo, Isabel ha un grave crollo nervoso e, in preda alla rabbia, pubblica il video di Astrid e Charlie su WeChat, rivelando di aver aiutato Michael a ricattare Astrid. Dopo aver tentato il suicidio con un lampadario nella casa nuova di Astrid e Charlie, il lampadario si rompe e Isabel si salva, ma entra in coma.
Astrid, ormai pubblicamente umiliata, viene allontanata dalla famiglia e si ritira in isolamento, senza nemmeno dire a Charlie dove si trovi. Charlie fa di tutto per ritrovarla e alla fine la rintraccia su un’isola nelle Filippine. Le racconta di essere riuscito a ottenere il divorzio da Michael senza contestazioni, minacciandolo di denuncia per sorveglianza ilegale e ricatto. Charlie le rivela che Isabel è sopravvissuta e che la sua famiglia ha scoperto il suo coinvolgimento nel ricatto, e che ora anche lei dovrà affrontare la propria umiliazione. Astrid dice di voler restare sull’isola e crescere lì suo figlio Cassian, insieme alla comunità. Charlie accetta, ma le chiede se c’è ancora spazio per lui nella sua vita.
Nick intraprende un viaggio per incontrare un anziano principe thailandese, seguendo un biglietto lasciato dalla nonna, credendo che lì possa trovare i fondi necessari per salvare Tyersall Park. Scopre invece che il principe era il primo amore di Su Yi e il padre biologico della zia Catherine. Nick apprende anche che durante la Seconda guerra mondiale, Su Yi aveva partecipato attivamente alla resistenza contro l’occupazione giapponese di Singapore, offrendo Tyersall Park come rifugio per agenti cinesi e britannici. Sulla base di queste scoperte, Nick tenta di bloccare la vendita della proprietà dichiarandola sito storico. Con Rachel, coinvolge Colin e Araminta Khoo, Goh Peik Lin e Alistair per comprare la tenuta e trasformarla in un museo e hotel. Alla fine, è Kitty a completare l’acquisto diventando investitrice segreta per fare dispetto a Jack, che aveva deciso di regalare Tyersall Park a Colette e non a lei.
Un anno dopo, Peik Lin si sposa con Alistair, con Nick e Rachel come testimone e damigella d’onore. Dopo anni di tentativi, Araminta e Colin hanno finalmente un figlio, nato da due mesi. Eddie cambia atteggiamento dopo che Fiona gli lancia un ultimatum: o va in terapia, o chiederà il divorzio. Eddie accetta di iniziare un percorso terapeutico e comincia ad affrontare i suoi problemi in modo più sano. Astrid vive ancora sull’isola con Charlie e ha iniziato a disegnare i propri vestiti. Non vuole risposarsi, preferisce vivere “una vita di peccato” con Charlie, godendosi il fastidio che questo provoca ai suoi genitori. Rachel, infine, rivela a Nick di essere incinta di sei settimane. I due scherzano sull’idea di non dirlo a Eleanor fino a quando il bambino non compirà 21 anni.